# IC 480
IC 480 — галактика типу Sbc (компактна витягнута спіральна галактика) у сузір'ї Близнята.
Цей об'єкт міститься в оригінальній редакції індексного каталогу.